# Кук, Билли
Уи́льям Э́двард (Би́лли) Кук (англ. William Edward “Billy” Cook; 23 декабря
1928 — 12 декабря 1952) — американский массовый убийца, в начале 1951 года застреливший шестерых человек.

## Биография
Уильям Кук родился в городе Джоплин, Миссури. Ему было 5 лет, когда умерла его мать. Отец решил не возиться с детьми и оставил их на заброшенной шахте с небольшим количеством еды. Вскоре их нашли представители властей. Всех, кроме Уильяма, отдали в приёмные семьи. Уильяма же боялись, так как у него один глаз был изувечен, а сам мальчик был очень агрессивен. И всё-таки приёмная мать для него нашлась, но она не обращала на мальчика внимания. Он получил полную свободу. Кук воровал и прогуливал школу. Он несколько раз попадал в тюрьму. В 1950 году он вышел на свободу, после чего некоторое время работал посудомойщиком. Позже он оставил работу и поехал в Техас. Там он приобрёл револьвер.
Став старше, Кук постоянно попадал в неприятности и в конечном итоге, еще до окончания школы, попал за решётку, где приобрел татуировку на костяшках пальцев «Hard Luck». После освобождения он сразу же ограбил таксиста, украв $ 11 и угнал его машину. Его снова посадили на пять лет. В тюрьме он жестоко избил заключённого бейсбольной битой, за что получил еще 5 лет.

### Убийства
30 декабря 1950 года Кук активно голосовал на дороге. Местный механик подобрал его. Кук ограбил его и запер в багажнике автомобиля, но тому удалось бежать. Вскоре у машины закончился бензин и Кук вновь стал голосовать. Его подобрала семья фермера Карла Моссера; он ехал в ту ночь в машине с женой, тремя детьми и собакой. Кук пригрозил ему пистолетом, и заставил 72 часа бесцельно ездить по дороге. Моссер улучив момент напал на Кука, но в пылу борьбы был им застрелен. Затем были застрелены его жена, трое детей и собака. Их тела Кук спрятал в шахте.
Полиция без труда вычислила Кука, и стала его разыскивать. Заместитель шерифа Гомер Уолдрин настиг Кука, но тот взял его в заложники. Он не убил его лишь потому, что жена этого полицейского хорошо относилась к Куку в детстве. А вскоре Кука подобрал ещё один водитель. Кук застрелил и его. Поиски Кука приняли общегосударственный характер. Кук бежал в Мексику, где вскоре и был арестован. Его депортировали обратно в США.

## Суд
Многие процедуры во время суда над Куком были упрощены с целью ускорить процесс. 12 декабря 1952 года Кук был казнён по приговору суда в газовой камере тюрьмы Сан-Квентин. Кук был похоронен в городе Джоплин, где родился и вырос.

## В популярной культуре
- В песне Riders on the Storm группы The Doors есть куплет, в котором упоминается Кук:

На дороге — убийца,

Его разум корчится, словно жаба. <...>

Если ты согласишься подвезти его,

То твои любимые умрут.
Оригинальный текст (англ.)There’s a killer on the road

His brain is squirmin' like a toad <...>

If ya give this man a ride

Sweet family will die

- Билли Кук стал прототипом антагониста в фильме «Попутчик»[источник не указан 933 дня].